# Relaxation diélectrique
Dans un semi-conducteur, le temps de relaxation diélectrique mesure le temps nécessaire au rétablissement de la neutralité électrique.
Pour un matériau de conductivité {\displaystyle \sigma }, la loi d'Ohm donne la valeur du courant électrique en présence d'un champ 
électrique {\displaystyle {\vec {E}}}:
{\displaystyle {\vec {j}}=\sigma {\vec {E}}}
Si la permittivité du matériau est {\displaystyle \varepsilon } et la densité de charge est {\displaystyle \rho }, l'équation de Maxwell-Gauss s'écrit :
{\displaystyle \operatorname {div} (\varepsilon {\vec {E}})=\rho }.
Enfin, la conservation de la charge impose
{\displaystyle \operatorname {div} ({\vec {j}})+{\frac {\partial \rho }{\partial t}}=0}.
En combinant ces équations, on obtient :
{\displaystyle \operatorname {div} \left({\vec {E}}+\tau _{d}{\frac {\partial {\vec {E}}}{\partial t}}\right)=0}.
où {\displaystyle \tau _{d}=\epsilon /\sigma } est la constante de relaxation diélectrique.
Celle-ci représente le temps nécessaire pour que la conduction neutralise ou établisse une charge d'espace.
En particulier, au niveau de la transition entre une zone peu conductive et une zone conductive, on aura
établissement d'une charge en régime stationnaire de manière à respecter la conservation du courant
{\displaystyle \operatorname {div} (\sigma {\vec {E}})=0}.
Pour une permittivité uniforme, cela implique la présence d'une charge
{\displaystyle \rho ={\vec {\nabla }}(\ln \sigma )\cdot \varepsilon {\vec {E}}}.